# Osorkon I
Osorkon I fou el segon faraó de la dinastia XXII. Era fill de Sheshonq I i, segons la llista de Manetó, regnà per espai de quinze anys.
Es casà amb Taixedkhonsu, de la qual tingué Thekeleth, que el succeí en el tron, i amb Maat-ka-Ra, filla de Hor-Pasebakhaenniut II, l'últim rei de la dinastia XXI o tanita, de la qual va tenir Sheshonq, que fou nomenat sacerdot d'Ammon i comandant general dels arquers de tot Egipte.
Les inscripcions jeroglífiques i els monuments donen poques notícies sobre aquest faraó, es poden citar d'entre les inscripcions més interessants referides a ell, la que trobà Flinders Petrie a Abidos, que menciona les ofrenes fetes a Osiris-Khentamenti. Alguns autors suposen que regnant Osorkon I tingué lloc la invasió de Judea per les tropes de l'etíop Zera o Zara.
Asa tenia en el seu exèrcit 300.000 soldats del Regne de Judà, llegim en el Llibre segon del Paralipómenon (XIV, 8 següents), armats de broquers i piques, i Benjamí 180.000 de rodella i aljava, tots ells gent valerosa. Contra aquests sortí a campanya Zara, rei d'Etiopia, amb el seu exèrcit d'un milió de guerrers i 300 carros de guerra, i avançà fins a Maresa. Asa, però, marxà contra ell i li presentà la batalla en la vall de Sefata, que està al costat de Maresa, i invocà al Senyor Déu, dient:
| « | Senyor, per a tu el mateix és donar socors per mitjà de pocs que de molts: ajuda'ns, oh Senyor Déu nostre, ja que confiats en tu i en el teu nom hem vingut contra aquesta multitud de gent... | » |

En efecte, el senyor terroritzà els etíops a la vista d'Asa i de Judà. Els perseguí Asa amb la seva gent fins a Gerara, i els etíops foren destrossats fins a no restar-ne cap amb vida. Els jueus destruïren totes les ciutats del voltant de Gerara, i després d'haver-se apoderat de molts caps de bestiar, retornaren a Jerusalem.
Jean-François Champollion identificà el Zara bíblic amb Osorkon I, però alguns autors prefereixen assimilar-lo amb un monarca cuixita procedent del nord d'Aràbia. Però Flinders Petrie creu, tanmateix, en la realitat d'una invasió egípcia, basant-se en els motius següents: a) després de la derrota, els vençuts fugiren cap a Egipte i no en direcció est, havent estat saquejades diverses ciutats, entre Gerar o Gerara, que era al sud de Gaza, en el camí que conduïa a Egipte. D'haver estat els àrabs els derrotats, la direcció dels jueus perseguidors hagués estat molt diferent, i b) el text sagrat afirma d'una manera clara que els invasors eren etíops i libis, els quals es trobaven exclusivament en els exèrcits faraònics.
Per a congraciar-se amb els sacerdots, el poder dels quals era grandiós en les terres del Nil, Osorkon I feu immenses donacions d'or i plata als temples, i per a dominar el districte heracleopolità construí una fortalesa a la boca de l'oasi del Faium. Seguint la conducta del seu pare, Osorkon I instal·là a Tebes, com a gran sacerdot d'Ammon, el seu fill Sheshonq, que va saber aprofitar tant el càrrec que, no content d'envoltar-se d'una cort fastuosa i d'un luxe realment oriental, s'apropià dels atributs de la reialesa i pogué assegurar la successió del seu fill, i així quan Takelot I instal·là a Bubastis el seu pare Osorkon I, es trobà que el seu germà, a Tebes, s'havia constituït en un vertader rival, durant aquest estat de coses fins als temps d'Osorkon II.
En els últims anys del seu regnat, Osorkon I associà el tron al seu fill Sheshonq, però no aconseguí succeir-lo, malgrat que el seu nom aparegué en un cartutx de l'estela que dedicà el faraó a Hapy, el déu del Nil.